# Germans Spierig
Els germans bessons Peter Spierig i Michael Spierig, coneguts col·lectivament com els germans Spierig, són directors de cinema, productors i guionistes alemanys-australians. Són més coneguts pel seu thriller de ciència-ficció del 2014, Predestination.

## Carrera cinematogràfica
Peter i Michael van fer el seu debut com a director l'any 2003 amb Undead, una pel·lícula de comèdia de terror zombis de baix pressupost, després que acordessin unir els seus estalvis de tota la vida Va guanyar un premi als millors Efectes visuals de l'Australian Film Institute, i projectats a 17 festivals de cinema, inclosos Edimburg, Montreal, Toronto, Sitges, Berlín, Amsterdam i Puchon. Al Festival Internacional de Cinema de Melbourne, la Federació Internacional de la Premsa Cinematogràfica va atorgar a Undead el prestigiós Premi FIPRESCI. La pel·lícula es va vendre a 41 països i va ser estrenada als Estats Units i al Canadà per Lions Gate Entertainment, que va desenvolupar una estreta relació amb Peter i Michael, i va recolzar la seva segona pel·lícula, Daybreakers.
Daybreakers (2010) fou protagonitzada per Ethan Hawke, Willem Dafoe, Sam Neill, Claudia Karvan, Claudia Karvan, Vince Colosimo, Michael Dorman, i Isabel Lucas.. La pel·lícula es va estrenar als Estats Units en 2.500 pantalles el gener de 2010.
La tercera pel·lícula dels germans Spierig va ser el thriller d'acció de ciència-ficció Predestination basat en la història curta de ciència-ficció de 1959 '"—All You Zombies— " de Robert A. Heinlein. La pel·lícula és protagonitzada per Ethan Hawke i Sarah Snook, i inclou una aparició de Noah Taylor. La història explica la d'un detectiu d'una agència governamental encoberta (Hawke) que s'embarca en una intricada sèrie de viatges en el temps per atrapar un criminal expert i assegurar la seva pròpia existència. La pel·lícula va ser coescrita i codirigida pels bessons, i es va rodar a Austràlia durant la primavera de 2013. Després de la seva estrena a SXSW el 8 de març de 2014, la pel·lícula va rebre moltes crítiques positives, com ara Variety, The Guardian, i IGN Movies.
Tots dos van dirigir la vuitena pel·lícula Saw, Jigsaw, que es va estrenar el 27 d'octubre de 2017. La seva següent pel·lícula va ser Winchester: The House That Ghosts Built, una pel·lícula de terror sobre la Winchester Mystery House, protagonitzada per Helen Mirren com a hereva Sarah Winchester i estrenada el 2 de febrer de 2018. Tot i això, ambdues pel·lícules van rebre crítiques molt negatives

## Filmografia
| Any  | Títol           | Director | Guionista | Productor | Notes                                                                                |
| ---- | --------------- | -------- | --------- | --------- | ------------------------------------------------------------------------------------ |
| 2000 | The Big Picture | Sí       | Sí        | Sí        | Curtmetratge                                                                         |
| 2003 | Undead          | Sí       | Sí        | Sí        | També editors, supervisors d'efectes visuals i dissenyadors de so                    |
| 2009 | Daybreakers     | Sí       | Sí        | No        | També supervisors d'efectes visuals                                                  |
| 2014 | Predestination  | Sí       | Sí        | Sí        | També supervisors d'efectes visuals i compositor musical (Compost per Peter Spierig) |
| 2017 | Jigsaw          | Sí       | No        | No        |                                                                                      |
| 2018 | Winchester      | Sí       | Sí        | No        | També compositor (Compost per Peter Spierig)                                         |

## Premis i nominacions
Predestination va guanyar el Premi John Hinde a l'excel·lència en l'escriptura de ciència-ficció.
Premis AACTA
| Any  | Obra nominada  | Categoria                    | Resultat |
| ---- | -------------- | ---------------------------- | -------- |
| 2015 | Predestination | Millor pel·lícula            | Nominat  |
| 2015 | Predestination | Millor direcció              | Nominat  |
| 2015 | Predestination | Millor guió adaptat          | Nominat  |
| 2015 | Predestination | Millor banda sonora original | Nominat  |

Australian Film Institute Awards
| Any  | Obra nominada | Categoria               | Resultat  |
| ---- | ------------- | ----------------------- | --------- |
| 2010 | Daybreakers   | Millors efectes visuals | Guanyador |

Premis Golden Raspberry
| Any  | Obra nominada | Categoria       | Resultat |
| ---- | ------------- | --------------- | -------- |
| 2019 | Winchester    | Pitjor director | Nominat  |
| 2019 | Winchester    | Pitjor guió     | Nominat  |

Federació Internacional de la Premsa Cinematogràfica
| Any  | Obra nominada | Categoria      | Resultat  |
| ---- | ------------- | -------------- | --------- |
| 2003 | Undead        | premi FIPRESCI | Guanyador |

Toronto After Dark Film Festival
| Any  | Obra nominada  | Categoria                                               | Resultat  |
| ---- | -------------- | ------------------------------------------------------- | --------- |
| 2014 | Predestination | Premi especial a la millor pel·lícula de ciència-ficció | Guanyador |
| 2014 | Predestination | Premi especial al millor guió                           | Guanyador |
| 2014 | Predestination | Premi del públic a la millor pel·lícula                 | 2n lloc   |